# 維爾霍·彼得·內諾寧
維爾霍·彼得·內諾寧（芬蘭語：Vilho Petter Nenonen，1883年3月6日—1960年2月17日）是一位芬蘭軍事人物，最高軍階為砲兵上將。內諾寧被認為是芬蘭軍砲兵的主要締造者，有「芬蘭砲兵之父」之稱。
內諾寧於1896年13歲時進入哈米納士官軍校就讀，於1901年畢業。同年，進入米海洛夫（Mihailov）砲兵學校就讀兩年，畢業後前往聖彼得堡砲兵學院就讀3年，於1909年畢業。內諾寧於第一次世界大戰加入俄國陸軍，在芬蘭內戰爆發後，內諾寧轉戰芬蘭，加入卡爾·古斯塔夫·埃米爾·曼納海姆率領的白衛隊，擔任砲兵的職務。戰後，內諾寧成為芬蘭正規軍成員，於1918年至1919年擔任武器部長，負責監管火砲武器，使其維持戰爭保有足夠的供應量。1920年至1937年擔任砲兵總監。1923至1924年擔任芬蘭國防部長。1937年至1940在擔任國防部武器會議議長。
1940年，內諾寧擔任赴往美國的軍事代表團團長。1940年至1947年，內諾寧再度出任砲兵總監。1941年，內諾寧晉升為砲兵上將。繼續戰爭期間，內諾寧為曼納海姆領導集團的核心人物之一。
內諾寧對芬蘭陸軍的砲兵與其戰術發展有相當的影響性，也因此使芬軍得以在塔利-伊漢塔拉戰役中取得對蘇聯軍的決定性勝利。由內諾寧所發明的砲兵戰術至今仍為世界各國所使用。
內諾寧於1945年被授予曼納海姆十字勳章，其勳章與個人歷史生涯也被紀錄於芬蘭砲兵博物館。1950年，內諾寧成為赫爾辛基大學的榮譽博士。

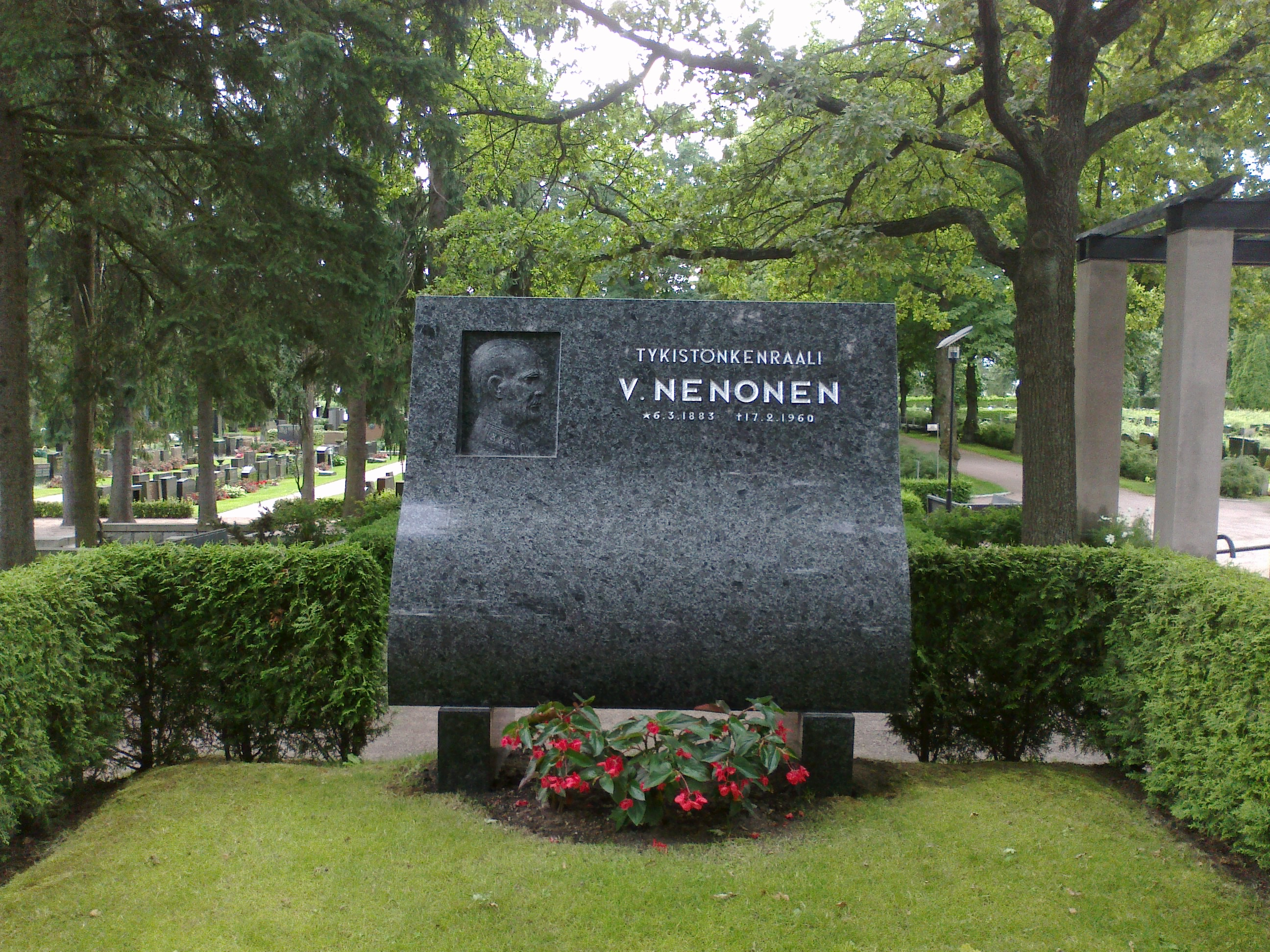
内诺宁的墓地，位于赫尔辛基希耶塔涅米墓园